# Esrum Sø Rundt
Esrum Sø Rundt er et motionsløb på 27 km rundt om Esrum Sø i Nordsjælland. Løbet starter ved Fredensborg Slot, hvorfra man løber nordpå på østsiden af søen. Når man har rundet nordenden af Esrum Sø, løber man ind i Gribskov og følger søens vestside til Nødebo. Herfra går turen ad landevejen til Sørup inden afslutningen gennem Fredensborg Slotshave til målet foran Fredensborg Slot.
Løbet, der har været siden 1972, bliver brugt af mange maratonløbere som den sidste test inden et af efterårets maratonklassikere.
Foruden den lange rute rundt om Esrum Sø er der distancer på 10 og 5 km i arrangementet, og gratis børneløb 1,5 og 4,2 km.
Løbet finder sted den sidste søndag i august, og der deltager ca. 3.000 i løbet hvert år.